# ATP Challenger Saint-Brieuc
Das ATP Challenger Saint-Brieuc (offizieller Name: Open Saint-Brieuc Armor Agglomération) war ein von 2004 bis 2024 jährlich stattfindendes Tennisturnier in Saint-Brieuc, Frankreich. Es war Teil der ATP Challenger Tour und wurde in der Halle auf Hartplatz ausgetragen. Andreas Siljeström gewann das Turnier als einziger Spieler dreimal. Er siegte in den Jahren 2011, 2013 und 2016 im Doppelbewerb.

## Liste der Sieger

### Einzel
| Jahr                | Sieger                | Finalgegner           | Ergebnis        |
| ------------------- | --------------------- | --------------------- | --------------- |
| 2024                | Benjamin Bonzi        | Lucas Pouille         | 6:2, 6:3        |
| 2023                | Ričardas Berankis (2) | Dan Added             | 6:3, 6:73, 7:65 |
| 2022                | Jack Draper           | Zizou Bergs           | 6:2, 5:7, 6:4   |
| 2020–2021: abgesagt |                       |                       |                 |
| 2019                | Kamil Majchrzak       | Maxime Janvier        | 6:3, 7:61       |
| 2018                | Ričardas Berankis (1) | Constant Lestienne    | 6:2, 5:7, 6:4   |
| 2017                | Jahor Herassimau      | Tobias Kamke          | 7:63, 7:65      |
| 2016                | Alexandre Sidorenko   | Igor Sijsling         | 2:6, 6:3, 7:63  |
| 2015                | Nicolas Mahut         | Yūichi Sugita         | 3:6, 7:63, 6:4  |
| 2014                | Andreas Beck          | Grégoire Burquier     | 7:5, 6:3        |
| 2013                | Jesse Huta Galung     | Kenny de Schepper     | 7:64, 4:6, 7:63 |
| 2012                | Grégoire Burquier     | Augustin Gensse       | 7:5, 6:75, 7:63 |
| 2011                | Maxime Teixeira       | Benoît Paire          | 6:3, 6:0        |
| 2010                | Michał Przysiężny     | Rubén Ramírez Hidalgo | 4:6, 6:2, 6:3   |
| 2009                | Josselin Ouanna       | Adrian Mannarino      | 7:5, 1:6, 6:4   |
| 2008                | Christophe Rochus     | Marcel Granollers     | 6:2, 4:6, 6:1   |
| 2007                | Kristian Pless        | Farrux Doʻstov        | 6:3, 6:1        |
| 2006                | Marc Gicquel          | Peter Wessels         | 6:3, 6:1        |
| 2005                | Olivier Patience      | Victor Ioniță         | 6:0, 6:2        |
| 2004                | Olivier Mutis         | Christophe Rochus     | 6:1, 4:6, 6:2   |

### Doppel
| Jahr                | Sieger                                     | Finalgegner                             | Ergebnis           |
| ------------------- | ------------------------------------------ | --------------------------------------- | ------------------ |
| 2024                | Geoffrey Blancaneaux Gabriel Debru         | Jakub Paul Matěj Vocel                  | 3:3 aufgg.         |
| 2023                | Dan Added Albano Olivetti                  | Patrik Niklas-Salminen Bart Stevens     | 4:6, 7:67, [10:6]  |
| 2022                | Sander Arends (2) David Pel                | Jonathan Eysseric Robin Haase           | 6:3, 6:3           |
| 2020–2021: abgesagt |                                            |                                         |                    |
| 2019                | Jonathan Erlich Fabrice Martin             | Jonathan Eysseric Antonio Šančić        | 7:62, 7:62         |
| 2018                | Sander Arends (1) Sam Weissborn            | Luke Bambridge Joe Salisbury            | 4:6, 6:1, [10:7]   |
| 2017                | Andre Begemann Frederik Nielsen            | David O’Hare Joe Salisbury              | 6:3, 6:4           |
| 2016                | Rameez Junaid (2) Andreas Siljeström (3)   | Jamie Cerretani Antal van der Duim      | 7:5, 6:74, [10:8]  |
| 2015                | Grégoire Burquier Alexandre Sidorenko      | Andriej Kapaś Yasutaka Uchiyama         | 6:3, 6:4           |
| 2014                | Dominik Meffert Tim Pütz                   | Wiktor Baluda Philipp Marx              | 6:4, 6:3           |
| 2013                | Tomasz Bednarek (2) Andreas Siljeström (2) | Jesse Huta Galung Konstantin Krawtschuk | 6:3, 4:6, [10:7]   |
| 2012                | Laurynas Grigelis Rameez Junaid (1)        | Stéphane Robert Laurent Rochette        | 1:6, 6:2, [10:6]   |
| 2011                | Tomasz Bednarek (1) Andreas Siljeström (1) | Grégoire Burquier Romain Jouan          | 6:4, 6:74, [14:12] |
| 2010                | Uladsimir Ihnazik David Marrero            | Brian Battistone Ryler DeHeart          | 4:6, 6:4, [10:5]   |
| 2009                | David Martin Simon Stadler                 | Peter Luczak Joseph Sirianni            | 6:3, 6:2           |
| 2008                | Adrian Cruciat Daniel Muñoz de la Nava     | Yu Xinyuan Zeng Shaoxuan                | 4:6, 6:4, [10:4]   |
| 2007                | Jean-Baptiste Perlant Xavier Pujo          | Jean-Christophe Faurel Jérôme Haehnel   | 2:6, 6:2, [10:7]   |
| 2006                | Eric Butorac Chris Drake                   | Michael Lammer Stéphane Robert          | 6:4, 6:4           |
| 2005                | Victor Ioniță Gabriel Moraru               | Michal Mertiňák Jan Vacek               | 6:1, 6:4           |
| 2004                | Christophe Rochus Tom Vanhoudt             | David Škoch Jiří Vaněk                  | 6:0, 6:1           |